# Эрнст Фердинанд Брауншвейг-Вольфенбюттель-Бевернский
Эрнст Фердинанд Брауншвейг-Вольфенбюттель-Бевернский (нем. Ernst Ferdinand von Braunschweig-Wolfenbüttel-Bevern; 4 марта 1682, Бремен — 14 апреля 1746, Брауншвейг) — герцог Брауншвейга и Люнебурга, принц Брауншвейг-Бевернский и основатель младшей линии Вельфов в Брауншвейг-Беверне.

## Биография
Эрнст Фердинанд — пятый сын Фердинанда Альбрехта I Брауншвейг-Вольфенбюттель-Бевернского и его супруги ландграфини Кристины Гессен-Эшвегской. В 1706 году поступил на службу в прусскую армию в звании полковника. В 1711 году получил звание генерал-майора и ушёл с военной службы в 1713 году. 4 августа 1714 года женился на Элеоноре Шарлотте Курляндской. После смерти правящего герцога Людвига Рудольфа к власти в княжестве Брауншвейг-Вольфенбюттель пришёл старший брат Эрнста Фердинанда Фердинанд Альбрехт II, а Эрнсту Фердинанду в качестве компенсации достался Беверн. Умер в Брауншвейге. Основанная им младшая линия Брауншвейг-Беверн оборвалась смертью его сына Фридриха Карла Фердинанда в 1809 году.

## Потомки
В браке с Элеонорой Шарлоттой Курляндской, дочерью Фридриха II Казимира Кетлера, родилось 13 детей:
- Август Вильгельм (1715—1781)
- Кристина София (1717—1779), замужем за маркграфом Фридрихом Эрнстом Бранденбург-Кульмбахским (1703—1762)
- Фридерика (1719—1772)
- Георг Людвиг (1721—1747)
- Эрнестина (1721)
- Фридрих Георг (1723—1766)
- Амалия (1724—1726)
- Карл Вильгельм (1725)
- Фридрих Август (1726—1729)
- Мария Анна (1728—1754)
- Фридрих Карл Фердинанд (1729—1809), генерал-фельдмаршал датской армии
- Иоганн Антон (1731—1732)